# Governo Letta
Il governo Letta è stato il sessantaduesimo esecutivo della Repubblica Italiana, il primo della XVII legislatura. 
È rimasto in carica dal 28 aprile 2013 al 22 febbraio 2014, per un totale di 300 giorni, ovvero 9 mesi e 25 giorni.
L'incarico di formare un «governo di larghe intese» venne affidato a Enrico Letta dal presidente della Repubblica Giorgio Napolitano il 24 aprile in quanto «sola prospettiva possibile, quella cioè di una larga convergenza tra le forze politiche che possono assicurare al governo la maggioranza in entrambe le camere»; ciò vista l'impossibilità di dar vita a un governo guidato da Pier Luigi Bersani, capo della coalizione di centro-sinistra che alle elezioni del 24 e 25 febbraio aveva ottenuto la maggioranza assoluta alla Camera, ma non al Senato. Il governo venne formato con esponenti di diversa provenienza politica, oltre che con alcuni indipendenti.
Ottenne la fiducia della Camera dei deputati il 29 aprile 2013 con 453 voti favorevoli, 153 contrari e 17 astenuti. Ottenne la fiducia al Senato della Repubblica il 30 aprile 2013 con 233 voti favorevoli, 59 contrari e 18 astenuti. Si dimise il 14 febbraio 2014, il giorno dopo che la Direzione Nazionale del Partito Democratico aveva rilevato «la necessità e l'urgenza di aprire una fase nuova, con un nuovo esecutivo».

## Formazione
Il 27 aprile 2013 il presidente del Consiglio incaricato, Enrico Letta, sciolse la riserva e annunciò la lista dei ministri.
Con le elezioni di febbraio si era determinata una situazione di stallo parlamentare che aveva indotto il presidente della Repubblica Giorgio Napolitano a nominare 10 saggi e ad anticipare la fine del suo mandato per dare al Paese un presidente con pieni poteri. Ma i leader politici chiesero al presidente Napolitano la disponibilità per un secondo mandato. Con la rielezione di Napolitano a capo dello Stato la formazione di una maggioranza parlamentare era definita e il 22 aprile il presidente Napolitano avviò il terzo giro di consultazioni con la presidente della Camera dei Deputati, Laura Boldrini, il presidente del Senato della Repubblica, Pietro Grasso, e i leader politici. Il 24 aprile il presidente affidò l'incarico al vicesegretario del Partito Democratico, Enrico Letta, per la formazione di un governo di larghe intese con il Popolo della Libertà.

## Compagine di governo

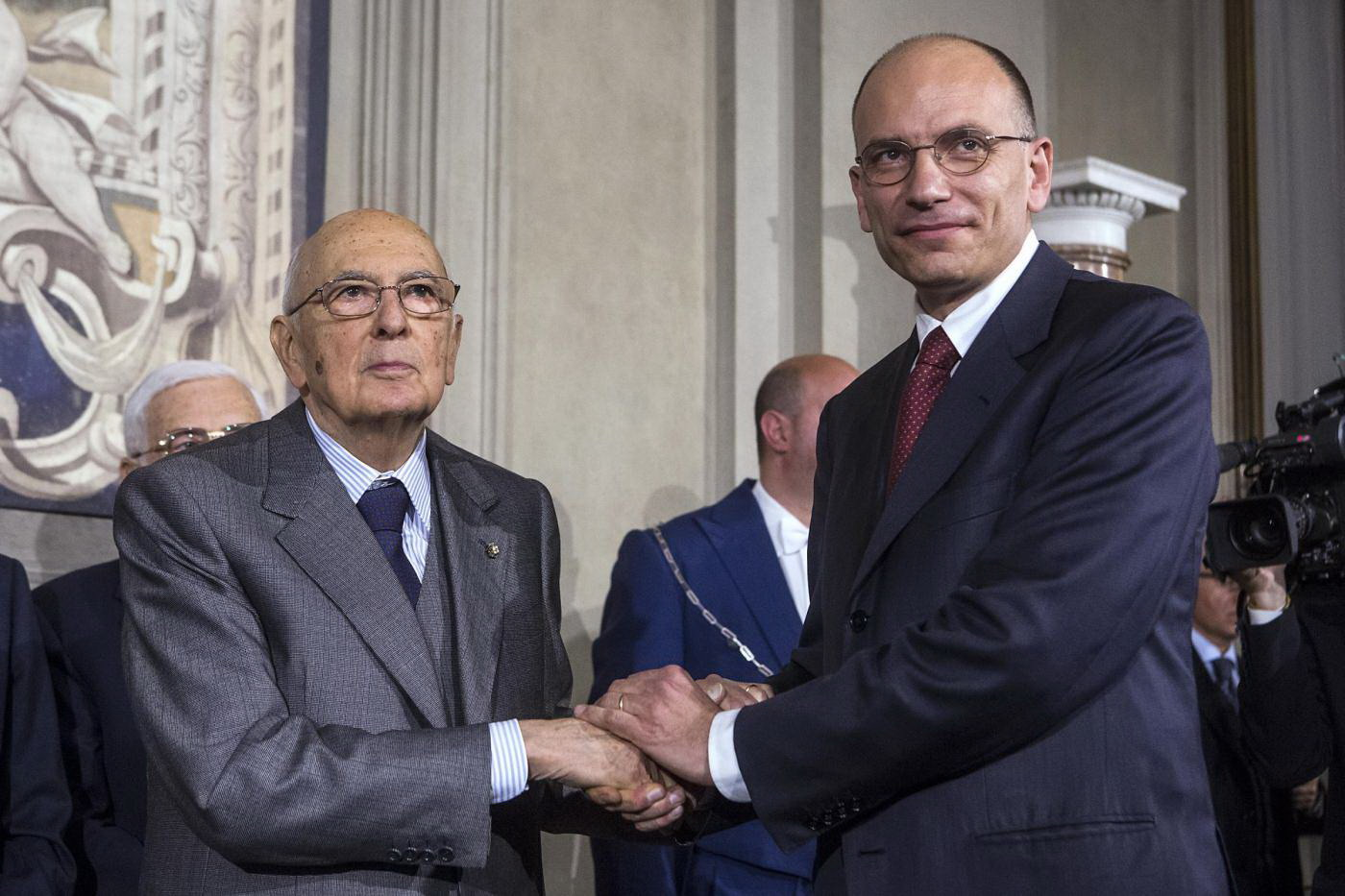
Giorgio Napolitano con Enrico Letta il giorno dello scioglimento della riserva.

La composizione del Consiglio dei ministri è stata comunicata da Enrico Letta il 27 aprile 2013, contemporaneamente allo scioglimento della riserva dell'incarico affidatogli dal presidente della Repubblica Giorgio Napolitano il 24 aprile 2013. Oltre al Presidente Letta, che è anche ministro ad interim delle politiche agricole alimentari e forestali, fanno parte del governo diciannove ministri, di cui dodici a capo di un dicastero e sette senza portafoglio; ci sono anche trentasette sottosegretari di Stato, di cui nove viceministri, per un totale di complessivamente cinquantasette componenti.
Si sono anticipatamente dimessi due ministri: uno con portafoglio (Nunzia De Girolamo di NCD) e uno senza (Josefa Idem del PD), due viceministri (Bruno Archi di FI e Stefano Fassina del PD) e quattro sottosegretari (Michaela Biancofiore del PdL, Gianfranco Micciché di Grande Sud, Walter Ferrazza dei Moderati in Rivoluzione e Jole Santelli di FI). Nel periodo decorso tra la nomina del sottosegretario Minniti e le dimissioni del ministro Idem il governo ha conosciuto la sua più ampia composizione arrivando ad annoverare sessantaquattro membri: il presidente, tredici ministri, otto ministri senza portafoglio, dieci viceministri e trentadue sottosegretari di Stato.

### Appartenenza politica
L'appartenenza politica dei membri del governo, considerate le variazioni successivamente intervenute, si può così riassumere:
| Partito | Partito                 | Presidente | Vicepresidente | Ministri | Viceministri | Sottosegretari | Totale |
| ------- | ----------------------- | ---------- | -------------- | -------- | ------------ | -------------- | ------ |
|         | Partito Democratico     | 1          | -              | 8        | 5            | 12             | 26     |
|         | Il Popolo della Libertà | -          | 1              | 4        | 1            | 8              | 14     |
|         | Scelta Civica           | -          | -              | 1        | 1            | 1              | 3      |
|         | Unione di Centro        | -          | -              | 1        | -            | 1              | 2      |
|         | Popolari per l'Italia   | -          | -              | 1        | -            | 1              | 2      |
|         | Radicali Italiani       | -          | -              | 1        | -            | -              | 1      |
|         | Indipendente            | -          | -              | 3        | 2            | 5              | 10     |

Partecipazione all'esecutivo senza rappresentanza in Consiglio dei ministri:
- Forza Italia (FI): 1 sottosegretario tecnico.

### Provenienza geografica
La provenienza geografica dei membri del governo si può così riassumere:
| Regione             | Presidente | Vicepresidente | Ministri | Viceministri | Sottosegretari | Totale |
| ------------------- | ---------- | -------------- | -------- | ------------ | -------------- | ------ |
| Toscana             | 1          | -              | 1        | -            | 3              | 5      |
| Sicilia             | -          | 1              | 2        | -            | 3              | 6      |
| Lazio               | -          | -              | 5        | 1            | 5              | 11     |
| Lombardia           | -          | -              | 1        | 2            | 4              | 7      |
| Campania            | -          | -              | 1        | 1            | 4              | 6      |
| Emilia-Romagna      | -          | -              | 2        | 1            | 1              | 4      |
| Veneto              | -          | -              | 1        | -            | 2              | 3      |
| Puglia              | -          | -              | 2        | -            | -              | 2      |
| Liguria             | -          | -              | 1        | -            | 1              | 2      |
| Calabria            | -          | -              | -        | 1            | 1              | 2      |
| Umbria              | -          | -              | -        | -            | 2              | 2      |
| Piemonte            | -          | -              | 1        | -            | -              | 1      |
| Abruzzo             | -          | -              | -        | -            | 1              | 1      |
| Basilicata          | -          | -              | -        | -            | 1              | 1      |
| Molise              | -          | -              | -        | -            | 1              | 1      |
| Trentino-Alto Adige | -          | -              | -        | -            | 1              | 1      |
| Sardegna            | -          | -              | -        | -            | 1              | 1      |

### Statistiche
Al momento della formazione vi erano sette donne ministro (cinque con portafoglio e due senza), numero record per la storia della Repubblica. Per la prima volta è stato nominato, nella persona di Cécile Kyenge, un ministro di origine africana, pur essendo senza portafoglio.
L'età media dei ministri è di circa cinquantadue anni (dieci di meno rispetto al governo precedente).
Oltre allo stesso Letta, solo quattro ministri e due sottosegretari avevano già ricoperto incarichi ministeriali in precedenza, mentre cinque sottosegretari di cui tre viceministri erano già sottosegretari nel precedente governo.
Quattro ministri e un viceministro hanno fatto parte della "commissione di saggi" istituita da Napolitano poche settimane prima dell'incarico.
Tra i ministri si contano sette dottori generici, cinque avvocati, cinque professori universitari, un prefetto, un banchiere e due sindaci. Otto ministri sono deputati, tre senatori, uno non è parlamentare nella legislatura attuale ma lo era in quelle precedenti.

### Sostegno parlamentare
| Camera dei deputati | Camera dei deputati | Seggi                 |
| ------------------- | --- | --------------------- |
|                     | Partito Democratico Il Popolo della Libertà Scelta Civica per l'Italia Centro Democratico Minoranze linguistiche Partito Socialista Italiano MAIE Altri Totale maggioranza | 293 98 47 5 4 3 2 457 |
|                     | Movimento 5 Stelle Sinistra Ecologia Libertà Lega Nord e Autonomie Fratelli d'Italia - Centrodestra Nazionale Totale opposizione                                           | 109 37 20 9 173       |
| Totale              | Totale | 630                   |

| Senato della Repubblica | Senato della Repubblica | Seggi              |
| ----------------------- | --- | ------------------ |
|                         | Partito Democratico Il Popolo della Libertà Scelta Civica per l'Italia Per le Autonomie-PSI Grandi Autonomie e Libertà Altri Totale maggioranza | 108 91 22 10 1 242 |
|                         | Movimento 5 Stelle Lega Nord e Autonomie Sinistra Ecologia Libertà Totale opposizione                                                           | 54 16 7 77         |
| Totale                  | Totale | 319                |

L'esecutivo gode dell'appoggio dei seguenti partiti presenti in Parlamento:
- Partito Democratico;
- Scelta Civica;
- Unione di Centro;
- Centro Democratico;
- Partito Socialista Italiano;
- Südtiroler Volkspartei;
- Partito Autonomista Trentino Tirolese;
- Unione per il Trentino;
- Union Valdôtaine;
- Movimento Associativo Italiani all'Estero;
- Nuovo Centrodestra (dal 16/11/2013);
- Popolari per l'Italia (dal 10/12/2013[2]).

Inoltre, in passato, è stato sostenuto da:
- Il Popolo della Libertà, poi Forza Italia (fino al 26/11/2013);
- Grande Sud (fino al 23/11/2013, quando confluisce in Forza Italia);
- Movimento per le Autonomie (fino al 26/11/2013);
- Gruppo di Azione Partecipazione Popolare (dal 02/10/2013 fino al 26/11/2013).

### Composizione
| Carica                                                              | Titolare                                      | Titolare                              | Titolare                                                                           | Sottosegretari | Sottosegretari |
| Presidenza del Consiglio dei ministri                               | Presidenza del Consiglio dei ministri         | Presidenza del Consiglio dei ministri | Presidenza del Consiglio dei ministri                                              | Sottosegretari di Stato alla Presidenza del Consiglio | Sottosegretari di Stato alla Presidenza del Consiglio |
| ------------------------------------------------------------------- | --------------------------------------------- | ------------------------------------- | ---------------------------------------------------------------------------------- | --- | --- |
| Presidente del Consiglio                                            |                                               |                                       | Enrico Letta (PD)                                                                  | - Filippo Patroni Griffi (Indipendente) - segretario del Consiglio dei ministri - Giovanni Legnini (PD) - con delega all'editoria e al programma di governo - Marco Minniti (PD) - con delega alle informazioni per la sicurezza, Autorità delegata per la sicurezza della Repubblica, dal 25/06/2013 | - Filippo Patroni Griffi (Indipendente) - segretario del Consiglio dei ministri - Giovanni Legnini (PD) - con delega all'editoria e al programma di governo - Marco Minniti (PD) - con delega alle informazioni per la sicurezza, Autorità delegata per la sicurezza della Repubblica, dal 25/06/2013 |
| Vicepresidente del Consiglio                                        |                                               |                                       | Angelino Alfano (PdL/NCD)                                                          | - Filippo Patroni Griffi (Indipendente) - segretario del Consiglio dei ministri - Giovanni Legnini (PD) - con delega all'editoria e al programma di governo - Marco Minniti (PD) - con delega alle informazioni per la sicurezza, Autorità delegata per la sicurezza della Repubblica, dal 25/06/2013 | - Filippo Patroni Griffi (Indipendente) - segretario del Consiglio dei ministri - Giovanni Legnini (PD) - con delega all'editoria e al programma di governo - Marco Minniti (PD) - con delega alle informazioni per la sicurezza, Autorità delegata per la sicurezza della Repubblica, dal 25/06/2013 |
| Ministri senza portafoglio                                          | Ministri senza portafoglio                    | Ministri senza portafoglio            | Ministri senza portafoglio                                                         | Sottosegretari di Stato | Sottosegretari di Stato |
| Rapporti con il Parlamento e coordinamento dell'attività di governo |                                               |                                       | Dario Franceschini (PD)                                                            | - Sesa Amici (PD) - Sabrina De Camillis (PdL/NCD) | - Sesa Amici (PD) - Sabrina De Camillis (PdL/NCD) |
| Affari regionali e autonomie                                        |                                               |                                       | Graziano Delrio (PD) - con delega allo sport dal 31/08/2013                        | - Walter Ferrazza (MIR/FI) - fino al 2/12/2013 | - Walter Ferrazza (MIR/FI) - fino al 2/12/2013 |
| Coesione territoriale                                               |                                               |                                       | Carlo Trigilia (PD)                                                                | Carica non assegnata | Carica non assegnata |
| Pari opportunità, sport e politiche giovanili                       |                                               |                                       | Josefa Idem (PD) - fino al 24/06/2013                                              | Carica non assegnata | Carica non assegnata |
| Affari europei                                                      |                                               |                                       | Enzo Moavero Milanesi (SC)                                                         | Carica non assegnata | Carica non assegnata |
| Riforme costituzionali                                              |                                               |                                       | Gaetano Quagliariello (PdL/NCD)                                                    | Carica non assegnata | Carica non assegnata |
| Pubblica amministrazione e semplificazione                          |                                               |                                       | Gianpiero D'Alia (UdC)                                                             | - Gianfranco Miccichè (GS) - fino al 29/11/2013 - Michaela Biancofiore (PdL) - con delega in materia di sport dal 31/08/2013 | - Gianfranco Miccichè (GS) - fino al 29/11/2013 - Michaela Biancofiore (PdL) - con delega in materia di sport dal 31/08/2013 |
| Integrazione                                                        |                                               |                                       | Cécile Kyenge (PD) - con delega alle politiche giovanili dal 31/08/2013            | Carica non assegnata | Carica non assegnata |
| Ministero                                                           | Ministri                                      | Ministri                              | Ministri                                                                           | Viceministri | Sottosegretari di Stato |
| Affari esteri                                                       |                                               |                                       | Emma Bonino (RI)                                                                   | - Marta Dassù (Indipendente) - Bruno Archi (PdL/FI) fino al 3/12/2013 | - Lapo Pistelli (PD) - Mario Giro (SC/PpI) |
| Interno                                                             |                                               |                                       | Angelino Alfano (PdL/NCD)                                                          | - Filippo Bubbico (PD) | - Filippo Bubbico (PD) - Domenico Manzione (Indipendente) - Gianpiero Bocci (PD) |
| Giustizia                                                           |                                               |                                       | Annamaria Cancellieri (Indipendente)                                               | Carica non assegnata | - Giuseppe Berretta (PD) - Cosimo Ferri (Indipendente) |
| Difesa                                                              |                                               |                                       | Mario Mauro (SC/PpI)                                                               | Carica non assegnata | - Roberta Pinotti (PD) - Gioacchino Alfano (PdL/NCD) |
| Economia e finanze                                                  |                                               |                                       | Fabrizio Saccomanni (Indipendente)                                                 | - Luigi Casero (PdL/NCD) - Stefano Fassina (PD) - fino al 04/01/2014 | - Pier Paolo Baretta (PD) - Alberto Giorgetti (PdL/NCD) |
| Sviluppo economico                                                  |                                               |                                       | Flavio Zanonato (PD)                                                               | - Carlo Calenda (SC) - Antonio Catricalà (Indipendente) | - Carlo Calenda (SC) - Viceministro - Simona Vicari (PdL/NCD) - Claudio De Vincenti (PD) |
| Infrastrutture e trasporti                                          |                                               |                                       | Maurizio Lupi (PdL/NCD)                                                            | - Vincenzo De Luca (PD) | - Erasmo D'Angelis (PD) - Rocco Girlanda (PdL/NCD) |
| Politiche agricole alimentari e forestali                           |                                               |                                       | Nunzia De Girolamo (PdL/NCD) - fino al 27/01/2014                                  | Carica non assegnata | - Maurizio Martina (PD) (con delega per Expo 2015) - Giuseppe Castiglione (PdL/NCD) |
| Politiche agricole alimentari e forestali                           | Ad interim Enrico Letta (PD) - dal 27/01/2014 |                                       |                                                                                    | Carica non assegnata | - Maurizio Martina (PD) (con delega per Expo 2015) - Giuseppe Castiglione (PdL/NCD) |
| Ambiente e tutela del territorio e del mare                         |                                               |                                       | Andrea Orlando (PD)                                                                | Carica non assegnata | - Marco Flavio Cirillo (PdL/FI) |
| Lavoro e politiche sociali                                          |                                               |                                       | Enrico Giovannini (Indipendente) - con delega alle pari opportunità dal 26/10/2013 | - Maria Cecilia Guerra (PD) - con delega alle pari opportunità dal 26/10/2013 | - Carlo Dell'Aringa (PD) - Jole Santelli (PdL/FI) - fino al 6/12/2013 |
| Istruzione, università e ricerca                                    |                                               |                                       | Maria Chiara Carrozza (PD)                                                         | Carica non assegnata | - Gabriele Toccafondi (PdL/NCD) - Marco Rossi-Doria (Indipendente) - Gian Luca Galletti (UdC) |
| Beni e attività culturali e turismo                                 |                                               |                                       | Massimo Bray (PD)                                                                  | Carica non assegnata | - Simonetta Giordani (Indipendente) - Ilaria Borletti Buitoni (SC) |
| Salute                                                              |                                               |                                       | Beatrice Lorenzin (PdL/NCD)                                                        | Carica non assegnata | - Paolo Fadda (PD) |

## Cronologia

### 2013

#### Aprile
- 22 aprile 2013 - Il presidente della Repubblica Giorgio Napolitano, all'indomani della sua rielezione, avvia le consultazioni con i presidenti di Camera e Senato e con le forze politiche.
- 24 aprile 2013 - In tarda mattinata viene affidato l'incarico a Enrico Letta.
- 27 aprile 2013 - Enrico Letta sale al Quirinale nel pomeriggio, scioglie la riserva e annuncia la lista dei ministri,[23]
- 28 aprile 2013 - Enrico Letta e i 21 ministri giurano dinanzi al presidente della Repubblica presso il Quirinale. Fuori Palazzo Chigi, Luigi Preiti apre il fuoco contro due carabinieri, ferendo questi ultimi e una passante incinta[24][25].
- 29 aprile 2013 - Il governo ottiene la fiducia alla Camera dei deputati con 453 sì, 153 no e 17 astenuti (su 623 votanti)[26].
- 30 aprile 2013 - Il governo ottiene la fiducia al Senato della Repubblica con 233 sì, 59 no e 18 astenuti (su 310 votanti)[27]. Nel pomeriggio il Presidente del Consiglio si reca a Berlino dove incontra la cancelliera tedesca Angela Merkel[28].

#### Maggio
- 1 e 2 maggio 2013 - Letta incontra a Parigi il presidente della Francia, François Hollande[29] e a Bruxelles il presidente del Consiglio europeo, Herman Van Rompuy[30] e il presidente della Commissione europea Jose Manuel Barroso[31].
- 2 maggio 2013 - Il Consiglio dei ministri diffonde l'elenco dei 10 viceministri e 30 sottosegretari[32][33].
- 3 maggio 2013 - I 10 viceministri e i 30 sottosegretari prestano giuramento a Palazzo Chigi, davanti al Presidente del Consiglio Enrico Letta e al suo vice Angelino Alfano[34].

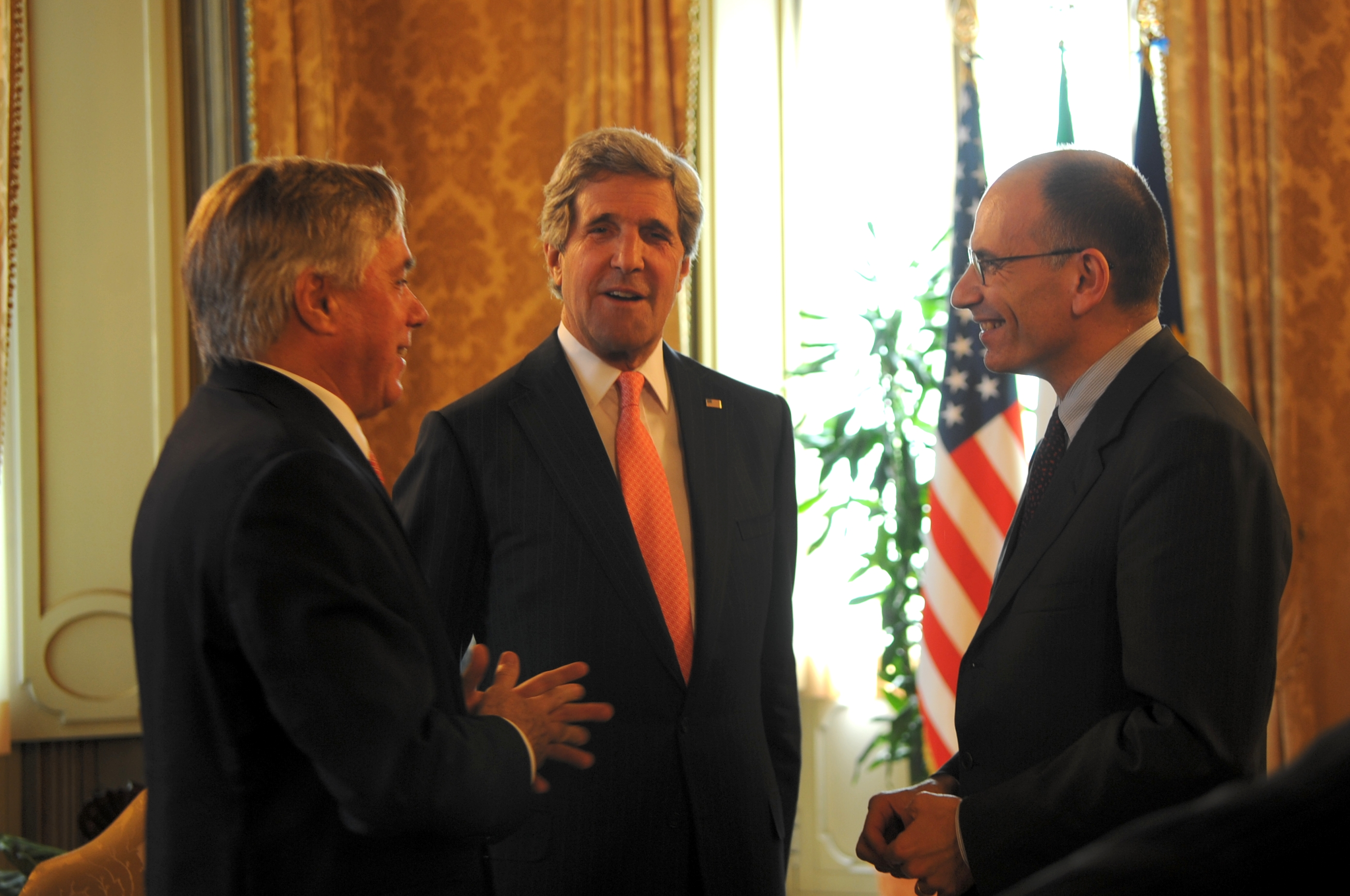
Il Presidente del Consiglio Letta parla con il Segretario di Stato John Kerry alla presenza dell'ambasciatore USA David Thorne (9 maggio)

- 6 maggio 2013 - Letta incontra il primo ministro spagnolo Mariano Rajoy[35][36].
- 12 e 13 maggio 2013 - Raduno informale dei membri del Governo all'Abbazia di Spineto a Sarteano (SI)[37].
- 15 maggio 2013 - La Camera approva (con 505 sì, 0 no e 107 astenuti) il decreto sui pagamenti dei debiti della pubblica amministrazione varato dal Governo Monti[38].
- 17 maggio 2013 - Letta nomina Marco Minniti sottosegretario alla Presidenza del Consiglio dei ministri con delega ai servizi segreti. Nella riunione del Consiglio dei ministri inoltre, viene decisa la sospensione del pagamento per la rata di giugno dell'IMU in attesa di una sua completa revisione e rivisitazione, e vengono sbloccati ed erogati nuovi fondi per la cassa integrazione, sia ordinaria sia straordinaria, alle aziende e imprese in difficoltà economiche e che ne hanno assoluta necessità[39].
- 30 maggio 2013 - Il presidente Enrico Letta effettua una visita istituzionale in Emilia-Romagna a un anno dal sisma che colpì la regione; incontra le istituzioni e le rappresentanze economiche, sociali e del volontariato, a Bologna[40].
- 31 maggio 2013 - Il Ministro dell'interno Angelino Alfano nomina il prefetto Alessandro Pansa nuovo capo della polizia. Il Consiglio dei ministri approva il ddl per l'abolizione del finanziamento pubblico ai partiti[41] e un decreto-legge sui bonus fiscali le quote di detrazione per interventi di ristrutturazione e di risparmio energetico realizzati nelle case[42]

#### Giugno
- 4 giugno 2013 - Il Governo, per voce dei ministri dello Sviluppo economico, Flavio Zanonato e dell'Ambiente Andrea Orlando, decide il commissariamento dell'ILVA per una durata di 24-36 mesi e l'incarico, viene affidato all'amministratore delegato dell'azienda siderurgica, Enrico Bondi. Nel decreto approvato dall'esecutivo, è previsto che la famiglia Riva rimanga comunque azionista di riferimento di maggioranza dell'acciaieria; inoltre, al termine del mandato di Bondi, l'intera proprietà dell'azienda tornerà nuovamente sotto il controllo dei Riva[43]. In serata Letta, tramite un apposito DPCM, sceglie i 35 componenti della Commissione per le riforme costituzionali che elaborerà delle proposte da sottoporre al Parlamento quando discuterà la revisione della seconda parte della Costituzione[44].
- 4 giugno 2013 - Il Senato approva (con 247 sì, 0 no e 7 astenuti) il decreto modificato sui pagamenti dei debiti della pubblica amministrazione.
- 5 giugno 2013 - La Camera approva in via definitiva (con 508 sì e 0 no) il decreto modificato sui pagamenti dei debiti della pubblica amministrazione[45].
- 13 giugno 2013 - Il Senato approva per alzata di mano l'istituzione di un comitato bicamerale di 20 deputati e 20 senatori che hanno come obiettivo quello di modificare la parte seconda della Costituzione, avviando così l'Iter per una riforma costituzionale. Tra le opposizioni si schiera a favore la Lega Nord, mentre forti critiche al governo arrivano dal Movimento 5 Stelle.[46]

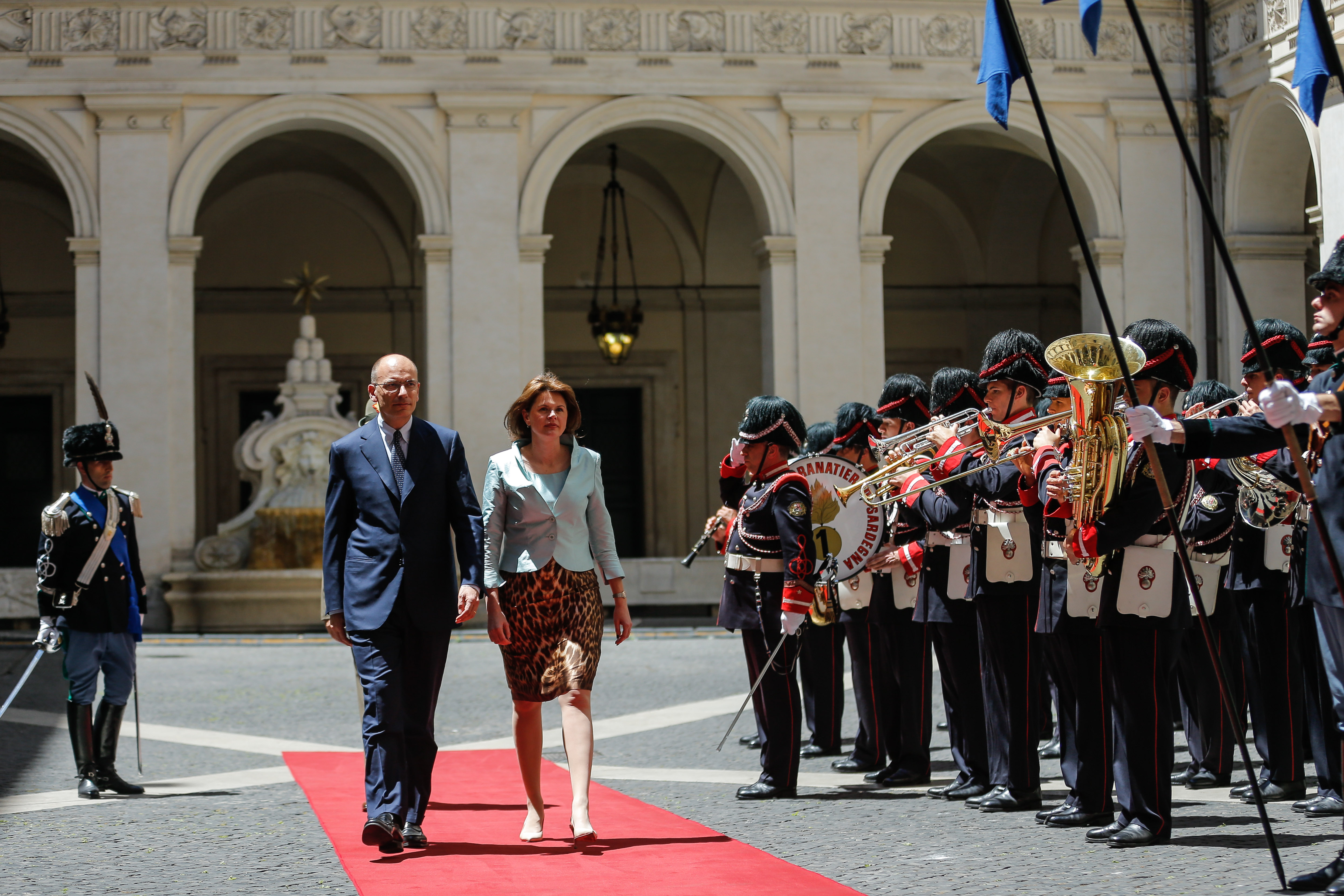
Incontro del Primo ministro Alenka Bratušek con il Presidente Enrico Letta (14 giugno)

- 14 giugno 2013 - Il presidente Letta incontra a Palazzo Chigi, assieme ai titolari dell'Economia Fabrizio Saccomanni e del Lavoro Enrico Giovannini, i colleghi omologhi di Francia, Germania e Spagna nel vertice informale Jobs for Youth - Building Opportunities, Opening Paths sul contrasto alla disoccupazione giovanile[47] e sul rafforzamento del coordinamento tra politiche finanziarie e del lavoro[48].
- 15 giugno 2013 - Il Consiglio dei ministri dopo una riunione-fiume di 6 ore, vara il cosiddetto "decreto del fare", con misure anticrisi, per rilanciare l'economia e lo sviluppo del paese[49][50][51].
- 16 giugno 2013 - Il Ministro dell'ambiente e della tutela del territorio e del mare Orlando nomina l'ex ministro Edo Ronchi subcommissario per l'ILVA affiancando così il commissario straordinario Enrico Bondi nel periodo transitorio di gestione, in un ruolo di tutela ambientale. Ronchi seguirà in particolare i lavori di una speciale commissione di esperti, incaricata di contribuire a formulare un nuovo piano ambientale di risanamento per l'azienda siderurgica[52].
- 17 e 18 giugno 2013 - Il presidente Letta partecipa al tradizionale appuntamento del G8 a Lough Erne, in Irlanda del Nord. In questa occasione, incontra, fra gli altri, per la prima volta il presidente degli Stati Uniti Barack Obama in un vertice bilaterale[53].
- 18 giugno 2013 - La Camera approva (con 447 sì, 0 no e 21 astenuti) il primo decreto sull'IMU che sospende la rata di giugno e il rifinanziamento degli ammortizzatori sociali in deroga.[54]
- 21 giugno 2013 - La Camera dei deputati approva (con 383 sì e 154 no) la questione di fiducia posta dal governo sul maxiemendamento interamente sostitutivo del testo del ddl emergenze. È la prima volta da quando si è insediato, che l'esecutivo ricorre, per l'approvazione di un provvedimento, al voto di fiducia[55]. Poco dopo la Camera approva (con 336 sì, 0 no e 133 astenuti) il ddl, che diventa legge.
- 24 giugno 2013 - Colazione di lavoro a Palazzo Chigi, fra il presidente Letta e i leader di CGIL, CISL e UIL: al centro del vertice le politiche sull'occupazione giovanile. Nel corso del colloquio, il presidente ha garantito anche l'impegno per affrontare e risolvere la spinosa questione sugli esodati, attuando modifiche alla Riforma Fornero.
- 24 giugno 2013 - Il Ministro per le Pari opportunità, lo sport e le politiche giovanili Josefa Idem rassegna le dimissioni dal governo[56]. Le rispettive deleghe, vengono ridistribuite ad altri esponenti del governo senza procedere alla nomina di un nuovo ministro[57].
- 24 e 25 giugno 2013 - In vista del ravvicinato appuntamento con il Consiglio europeo di Bruxelles, e in previsione delle misure che saranno messe a punto per fronteggiare le emergenze più stringenti, il Presidente del Consiglio Letta decide d'avviare un giro di consultazioni per incontrare i leader della maggioranza Mario Monti (Scelta Civica), Guglielmo Epifani (Partito Democratico) e Silvio Berlusconi (Popolo della Libertà), che confermano pieno sostegno all'esecutivo valutando positivamente il lavoro sin qui svolto, invitando nuovamente il Presidente del Consiglio a proseguire il cammino intrapreso sulle riforme.
- 25 giugno 2013 - Informativa alla Camera e al Senato del Presidente del Consiglio, in vista della riunione del Consiglio Europeo del 27-28 giugno[58][59].
- 26 giugno 2013 - Il Consiglio dei ministri approva lo stop all'aumento dell'Iva dal 21 al 22% fino a ottobre 2013[60], e il decreto sull'occupazione che prevede 1,5 miliardi di euro dal fondo europeo per fronteggiare la disoccupazione giovanile e incentivi per le assunzioni[61].
- 28 giugno 2013 - Durante la conferenza stampa a conclusione del Consiglio dell'Unione europea a Bruxelles, il presidente del Consiglio rende noto che dal fondo europeo per la lotta alla disoccupazione giovanile arriveranno all'Italia un miliardo e mezzo di euro[62].

#### Luglio
- 4 luglio 2013 - Enrico Letta partecipa al vertice fra Italia e Libia, incontrando il primo ministro libico, Ali Zeidan Mohammed[63].
- 5 luglio 2013 - Dopo la bocciatura da parte della Corte costituzionale del decreto varato dal Governo Monti e approvato nella scorsa legislatura che prevede l'abolizione delle Province il Consiglio dei Ministri approva due provvedimenti: un ddl costituzionale per l'eliminazione dell'ente Provincia dalla Carta e un decreto per la trasformazione delle province in «enti territoriali di secondo livello» guidati da organismi eletti esclusivamente dai sindaci dei comuni della provincia.[64][65].
- 8 luglio 2013 - Il Senato approva (con 130 sì, 0 no e 108 astenuti) la Legge Comunitaria 2013. L'Aula in precedenza aveva approvato la legge di delegazione europea 2013 per il recepimento delle direttive Ue con voto unanime e la sola astensione della Lega Nord.
- 10 luglio 2013 - Camera e Senato approvano la sospensione giornaliera dei lavori chiesta dal PdL a causa della decisione della corte di Cassazione di calendarizzare per il 30 luglio l'udienza del processo Mediaset che vede imputato Silvio Berlusconi. Il PdL ottiene anche la cancellazione del vertice di maggioranza sulle questioni economiche.[66].
- 11 luglio 2013 - La Camera approva (con 299 sì, 112 no e 34 astenuti) il ddl Ilva bis (dopo quello approvato dal precedente Governo Monti nella scorsa legislatura) recante nuove disposizioni urgenti a tutela dell'ambiente, della salute e del lavoro nell'esercizio di imprese di interesse strategico nazionale che prevede il commissariamento dell'Ente da parte di Enrico Bondi. Opposizioni divise: Movimento 5 stelle e Lega contrari, Sel e Fratelli d'Italia astenuti.
- 12 luglio 2013 - Il Senato approva (con 203 sì, 54 no e 4 astenuti) il ddl costituzionale che istituisce il Comitato parlamentare per le riforme costituzionali ed elettorali dei 35 saggi con poteri consultivi sulle riforme della Carta nominato un mese prima dal Presidente Letta.
- 13 luglio 2013 - Il Vicepresidente del Senato Roberto Calderoli, durante una manifestazione della Lega Nord, rivolge da un palcoscenico degli insulti contro il ministro dell'Integrazione Cécile Kyenge[67], definendola come Orango[68]. L'episodio scatena reazioni di condanna da parte di esponenti di ogni area del mondo politico e istituzionale, anche internazionale[68][69][70][71][72][73]. Diversi esponenti di partiti politici italiani[74], e lo stesso Presidente del Consiglio Enrico Letta[75], chiedono le dimissioni di Roberto Calderoli dalla carica di Vicepresidente del Senato.
- 15 luglio 2013 - Movimento 5 Stelle e Sinistra Ecologia Libertà, presentano una Mozione di sfiducia[76] nei confronti del ministro dell'Interno Angelino Alfano, in merito alla vicenda Shalabayeva[77]. Anche i renziani del PD chiedono le dimissioni di Alfano provocando forti divisioni nel partito[78][79][80][81].
- 16 luglio 2013 - Il Senato respinge (con 58 sì, 199 no e 17 astenuti) una mozione di Sel per chiedere il blocco dell'acquisto dei cacciabombardieri F35. Subito dopo il Senato approva (con 202 sì, 55 no e 15 astenuti) una mozione del PD che non prevede il blocco dell'acquisto degli aerei, ma esige l'approvazione del Parlamento a qualsiasi futuro operazione di spesa in merito agli F35.
- 17 luglio 2013 - Relazione del ministro dell'Interno Angelino Alfano al Senato, sul caso Shalabayeva[82]. In mattinata il Senato approva in via definitiva (con 245 sì, 3 no e 16 astenuti) il primo decreto sull'Imu, con le modifiche apportate dalla Camera che sospende la rata di giugno e rifinanzia la Cassa integrazione in deroga.
- 19 luglio 2013 - Il Senato respinge (con 55 sì, 226 no e 13 astenuti) la mozione di sfiducia M5S e SEL sul caso Shalabayeva nei confronti del ministro Alfano. Le opposizioni si dividono: Movimento 5 Stelle e Sinistra Ecologia Libertà per il sì insieme ai 4 senatori ex M5S ora Gruppo misto, mentre la Lega Nord nonostante avesse sollevato per prima il caso decide di astenersi sul testo (che al Senato vale voto contrario alla sfiducia). Contraria alla sfiducia anche la maggioranza compatta[83].
- 23 luglio 2013 - Il ministro dei rapporti col Parlamento Dario Franceschini annuncia che il Governo porrà la fiducia sul "decreto del fare" alla Camera il giorno successivo. L'intervento del ministro fa saltare la mediazione con le opposizioni.[84]
- 24 luglio 2013 - La Camera approva (con 427 sì e 167 no) il maxi emendamento interamente sostitutivo del testo del "decreto del fare", sulla cui approvazione il governo ha posto la questione di fiducia. A causa dell'ostruzionismo dell'opposizione il voto finale per il provvedimento slitta in una seduta fiume che supera le 50 ore di durata. Il Senato approva (con 195 si e 57 no) il decreto "svuotacarceri".[85]
- 26 luglio 2013 - La Camera approva (con 344 sì e 136 no) il "decreto del fare" dopo l'ostruzionismo dei deputati Cinque Stelle. Il voto arriva dopo due giorni e due notti di seduta fiume alla Camera.[86]
- 31 luglio 2013 - Il Senato approva (con 203 sì, 35 no e 32 astenuti) il decreto occupazione-IVA dopo l'ostruzionismo dei 5 Stelle.[87] La Camera approva in via definitiva (con 438 sì e 13 no) la Legge di delegazione europea 2013 per il recepimento delle direttive comunitarie Ue.

#### Agosto
- 1º agosto 2013 - Il Senato approva (206 si, 19 no e 10 astenuti) il ddl Ilva bis. I senatori 5 Stelle abbandonano la seduta per protesta.
- 5 agosto 2013 - La Camera approva (con 317 si, 106 no e 1 astenuto) il ddl Svuotacarceri.
- 6 agosto 2013 - Il governo è battuto per la prima volta al Senato, che approva (con 143 sì, 118 no e 10 astenuti) un emendamento della Lega Nord riguardante l'abolizione della tassazione sui telefonini[88], su cui il governo aveva dato parere contrario.
- 7 agosto 2013. - Il Senato approva (con 190 sì, 67 no e 1 astenuto) il Decreto del fare[89]. In mattinata il governo è battuto due volte su un emendamento della Lega Nord sulla giustizia, sostenuto anche dal PdL, per abolire l'accesso al concorso in magistratura per chi ha fatto uno stage negli uffici giudiziari[90] La Camera approva in via definitiva (con 265 sì e 118 no) il decreto occupazione-IVA.
- 8 agosto 2013 - Il Senato approva in seconda lettura (con 195 sì e 57 no) il ddl Svuotacarceri.
- 9 agosto 2013 - La Camera dei Deputati approva in via definitiva (con 319 sì, 110 no e 2 astenuti) il "decreto del fare"[91].
- 10 agosto 2013 - Il Consiglio dei Ministri approva il decreto cultura del Ministro Bray.[92]
- 12 agosto 2013. Il presidente Letta annuncia in una conferenza stampa tagli, per un ammontare di 50 milioni, su auto blu in disponibilità della Presidenza e aerei blu della flotta di Stato[93]
- 14 agosto 2013. Il Consiglio dei Ministri approva un dl contro il femminicidio.[94] Il CdM nomina Francesco Paolo Tronca nuovo Prefetto di Milano che lascia quindi il vertice del Dipartimento dei Vigili del Fuoco che sarà retto dal Prefetto di Torino Alberto Di Pace.[95]
- 26 agosto 2013 - Il Consiglio dei ministri approva un decreto legge su pubblica amministrazione e precariato.[96].
- 29 agosto 2013 - Il Consiglio dei ministri formula e approva il ddl che prevede la cancellazione della prima rata dell'Imu sulla prima abitazione e l'agricoltura[97] e della seconda rata[98]. Tuttavia, con l'abolizione dell'imposta municipale unica, prevede l'entrata in vigore della Service Tax dal 1º gennaio 2014 che ingloberà la Tares. Nel Ddl si stanziano fondi per la Cig e gli esodati. Il Governo porrà la fiducia in Parlamento sul decreto il 15 ottobre.[99].

#### Settembre
- 5 settembre 2013 - Il governo è battuto al Senato nella votazione di una mozione della Lega Nord, approvata a larga maggioranza, che vieta per 1 anno l'apertura di nuovi centri per i giochi d'azzardo elettronici on line e nei luoghi aperti al pubblico. Il sottosegretario all'Economia Alberto Giorgetti rimette la delega ai Giochi d'azzardo.[100] Il ministro dell'Economia e delle Finanze Saccomanni giudica tuttavia "inapplicabile" la mozione votata dall'aula.[101].
- 5 e 6 settembre 2013 - G20 a San Pietroburgo, al termine di questo il Presidente Letta esprime la propria soddisfazione per le valutazioni positive sull'Italia e sulla portata a compimento degli impegni presi con l'Europa[102].
- 9 settembre 2013 - Il Consiglio dei ministri formula e approva un decreto legge che prevede una serie di interventi sulla scuola e gli studenti.[103].
- 10 settembre 2013 - Anche la Camera approva (con 397 sì, 132 no e 5 astenuti) il ddl costituzionale sulla realizzazione del comitato bicamerale di 40 parlamentari volto a riformare la seconda parte della Costituzione. Votano col governo anche Lega Nord e Fratelli d'Italia, contrari Sinistra Ecologia Libertà e il Movimento 5 Stelle.[104].
- 19 settembre 2013 - La Camera approva con voto segreto (con 228 sì, 57 no e 108 astenuti) la legge contro l'omofobia e la transfobia che aggiunge le nuove aggravanti nella Legge Mancino.[105]
- 25 settembre 2013 - Il Presidente del Consiglio visita Wall Street per la presentazione di "Destinazione Italia", un piano del governo per favorire gli investimenti stranieri. Annuncia anche una serie di interventi per scendere sotto il 3% nel rapporto deficit-pil, oltre alla nomina di un commissario per la spending review. Poi, all'ONU, chiede la riforma del Consiglio di sicurezza[106].
- 27 settembre 2013 - La Camera approva unanimemente la delega fiscale contenente tra le novità la riforma del catasto[107], avviata già dal precedente governo nella scorsa legislatura, e altre novità[108].
- 28 settembre 2013 - In seguito alla decisione del presidente Letta di posticipare il decreto che impediva l'aumento dell'IVA al 22%, i ministri del PdL si dimettono su ordine di Silvio Berlusconi, aprendo di fatto una crisi di governo. Il Presidente del Consiglio annuncia che si presenterà a breve davanti alle camere per chiedere il rinnovo della fiducia al suo governo.[109].
- 29 settembre 2013 - Il Presidente del Consiglio Letta si reca al Colle, dal Presidente della repubblica Giorgio Napolitano, per fare il punto della situazione.[110]
- 30 settembre 2013 - A palazzo Chigi pervengono le dimissioni irrevocabili dei ministri PdL. Nel frattempo, la data per il voto di fiducia è fissata al 2 ottobre: in mattinata si voterà al Senato, nel pomeriggio alla Camera[111][112].

#### Ottobre
- 1º ottobre 2013 - Il presidente Enrico Letta respinge le dimissioni dei ministri del Popolo della Libertà[113][114]. Fa eccezione il Sottosegretario alla Pubblica Amministrazione Michaela Biancofiore, le cui dimissioni vengono accolte.
- 2 ottobre 2013 - Il Presidente del Consiglio Letta riferisce in mattinata al Senato della Repubblica e ottiene la fiducia con 235 sì e 70 no. In serata anche la Camera dei deputati conferma la fiducia al governo con 435 sì e 162 no. Il PdL, diversamente da quanto annunciato in precedenza, vota a favore.
- 11 ottobre 2013 - Il Senato approva in via definitiva (con 143 sì e 3 no) il decreto legge con le misure per la sicurezza e per il contrasto della violenza di genere, la protezione civile e il commissariamento delle Province. Lega Nord, SEL e Movimento 5 Stelle non partecipano al voto, dal momento che l'astensione al Senato ha il valore di voto negativo.[115]
- 15 ottobre 2013 - Il consiglio dei ministri approva la Legge di Stabilità 2014 che prevede interventi per 11,6 miliardi di euro nel 2014, e per 27,3 miliardi di euro nel triennio 2014-2016.[116] Il testo passa così all'analisi delle Camere[117].
- 23 ottobre 2013 - Ritorna al Senato il testo per l'istituzione del comitato bicamerale di 40 parlamentari, divenuti nel frattempo 42, per predisporre la riforma della seconda parte della Costituzione. Il testo è approvato con 218 sì, 58 no e 12 astenuti[118]. Il testo passa dunque alla Camera dei deputati per l'ultima votazione, prevista nei primi di dicembre[119].

#### Novembre
- 4 novembre 2013 - Il Movimento 5 Stelle presenta una mozione di sfiducia individuale nei confronti del ministro della Giustizia Anna Maria Cancellieri in seguito alla vicenda Ligresti[120].
- 5 novembre 2013 - Il ministro Cancellieri riferisce al Senato sul caso Ligresti. Le opposizioni ne chiedono le dimissioni dal Governo.
- 7 novembre 2013 - Il Senato approva (con 150 sì, 15 no e 61 astenuti) il dl istruzione. Il ministro dell'istruzione Carrozza annuncia che i decreti attuativi sono già pronti.[121]
- 16 novembre 2013 - Il Consiglio Nazionale del Popolo della Libertà e Silvio Berlusconi, approvano la sospensione delle attività del PdL e il rilancio di Forza Italia[122], al nuovo partito non aderisce la corrente guidata da Angelino Alfano[1], che forma il Nuovo Centrodestra[123]. Sia Forza Italia che il Nuovo Centrodestra continuano a sostenere il Governo Letta.
- 20 novembre 2013 - La Camera respinge (con 154 sì, 405 no e 3 astenuti) la mozione di sfiducia presentata dal Movimento 5 Stelle nei confronti del ministro della Giustizia Cancellieri sul caso Ligresti.[122].[124][125][126].
- 26 novembre 2013 - Il Governo pone la fiducia sulla Legge di Stabilità 2014 presentando un maxiemendamento che integra le modifiche della commissione bilancio del Senato. Forza Italia, annuncia la sua contrarietà e passa all'opposizione. Il Nuovo Centro-Destra resta invece nella maggioranza.
- 27 novembre 2013 - Dopo una lunga e convulsa seduta, in nottata l'aula di Palazzo Madama approva (con 162 sì e 115 no) il maxiemendamento e in seguito la nota di variazione del bilancio, deliberata dal Cdm all'alba. In serata il Senato, approva con voto palese (con 192 sì, 113 no e 2 astenuti) la decadenza da senatore di Silvio Berlusconi, per effetto della "Legge Severino", in seguito alla condanna del 1º agosto 2013 per frode fiscale[127][128][129][130][131][130][132][133][134].
- 29 novembre 2013 - Il Sottosegretario alla Pubblica Amministrazione Gianfranco Micciché (Forza Italia) rassegna le dimissioni dal governo.
- 30 novembre 2013 - Il Sottosegretario agli Affari Regionali Walter Ferrazza (Forza Italia) annuncia le sue dimissioni.

#### Dicembre
- 2 dicembre 2013 - Il Sottosegretario agli Affari Regionali Walter Ferrazza (Forza Italia) rassegna le dimissioni dal governo.
- 3 dicembre 2013 - Il Viceministro agli Affari Esteri Bruno Archi (Forza Italia) rassegna le dimissioni dal governo.
- 6 dicembre 2013 - Il Sottosegretario al lavoro e alle politiche sociali Jole Santelli (Forza Italia) rassegna le dimissioni dal governo.
- 9 dicembre 2013 - All'indomani del successo nelle primarie del Partito Democratico, il segretario in pectore Matteo Renzi annuncia collaborazione col governo e ribadisce la fiducia all'esecutivo in un incontro col Presidente del Consiglio Enrico Letta a Palazzo Chigi.
- 11 dicembre 2013 - Letta riferisce prima alla Camera e poi al Senato per ottenere la fiducia. La Camera conferma la fiducia all'esecutivo con 379 sì, 212 no e 2 astenuti. In tarda serata anche il Senato approva la fiducia con 173 sì e 127 no. La maggioranza è composta da Partito Democratico, Nuovo Centrodestra, Scelta Civica e Per l'Italia, mentre l'opposizione da Forza Italia, Movimento 5 Stelle, Lega Nord, Fratelli d'Italia e Sinistra Ecologia Libertà[135].
- 12 dicembre 2013 - Nella Commissione Affari Costituzionali del Senato viene deciso, con i voti favorevoli di PD, SEL e M5S, che l'iter per la modifica alla legge elettorale partirà dalla Camera dei deputati, il Senato discuterà invece la riforma del bicameralismo. Il Ministro per le riforme costituzionali Quagliariello, del Nuovo Centrodestra, minaccia una crisi di governo in caso non si trovi un rapido accordo di maggioranza su questi due temi.[136]
- 20 dicembre 2013 - La Camera rinnova la fiducia al governo con 350 sì , 196 no e 1 astenuto. Poi l'aula approva (con 258 si, 103 no e 3 astenuti) la Legge di Stabilità 2014. Il testo passa ora al Senato per l'ultimo esame. Nel frattempo, il ministro per gli affari regionali Delrio, annuncia un decreto per correggere le detrazioni Tasi per le famiglie e coprire il mancato gettito ai Comuni di circa 1,2-1,3 miliardi.[137]
- 23 dicembre 2013 - Il Senato approva (con 167 sì e 110 no) la Legge di Stabilità 2014, sulla cui approvazione il governo ha posto la questione di fiducia. Subito dopo il Senato approva (con 158 sì, 1 no e 1 astenuto) anche il ddl bilancio. L'esecutivo ottiene anche la fiducia della Camera sul testo modificato del decreto legge che contiene diversi interventi sulle finanze degli enti locali, a cominciare dalla gestione del debito di Roma capitale con 340 sì e 155 no.[138]
- 24 dicembre 2013 - Il ministro per i rapporti con il Parlamento Franceschini annuncia alle camere che il governo intende rinunciare alla conversione del decreto "salva Roma" in scadenza il 30 dicembre.[139]
- 27 dicembre 2013 - Il consiglio dei ministri, dopo la rinuncia al dl Salva Roma, approva il decreto "Milleproroghe" contenente fondi per contrastare la povertà e la disoccupazione; inoltre il decreto consente la ricollocazione dei fondi europei per 6 miliardi e 200.000 euro non utilizzati dal 2007 al 2013. Il Presidente del Consiglio Letta, in conferenza stampa, annuncia che nel "Milleproroghe" sono contenute anche le norme essenziali del ddl "Salva Roma".[140]
- 28 dicembre 2013 - Il Parlamento approva il D. Lgs. 28 dicembre 2013, n. 154, recante una "Revisione delle disposizioni vigenti in materia di filiazione, a norma dell'articolo 2 della legge 10 dicembre 2012, n. 219", che ha concluso l'importante processo di riforma della disciplina civilistica della filiazione avviato dal Governo Monti nel 2012 rendendo unico a ogni effetto di legge lo status di "figlio" ed eliminando definitivamente ogni discriminazione giuridica fra figli legittimi, adottivi e naturali.

### 2014

#### Gennaio
- 4 gennaio 2014 - Entrato in contrasto con il segretario del Partito Democratico Renzi (del quale non condivide la linea politica in materia economica) il Viceministro dell'Economia e delle Finanze Stefano Fassina rassegna le dimissioni dal governo.[141]
- 8 gennaio 2014 - La riforma della filiazione contenuta nel D. Lgs. 28 dicembre 2013, n. 154 viene pubblicata in Gazzetta Ufficiale.
- 9 gennaio 2014 - Dopo le polemiche causate dall'annuncio del governo secondo cui gli insegnanti avrebbero dovuto restituire 150 euro[142], il Presidente del Consiglio Letta annuncia che tale somma non dovrà più essere restituita. È però scontro tra i ministri Saccomanni e Carrozza sulle responsabilità dell'errore, mentre scoppia il caso del prelievo sugli stipendi dati tra il 2011 e il 2013 al personale ATA[143]. Il giorno successivo, il governo annuncia anche la sospensione di quest'ultima procedura.[144]

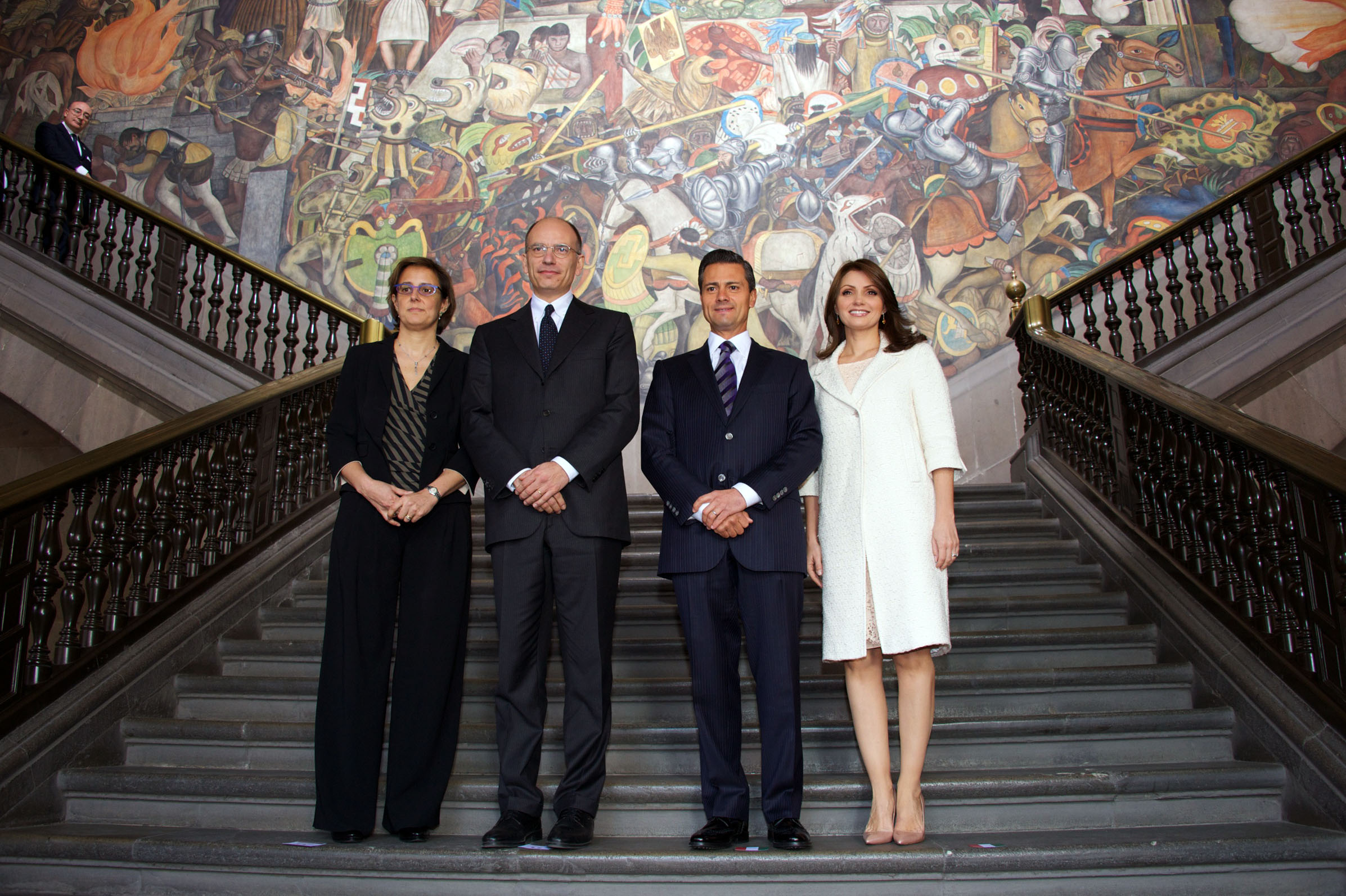
Enrico Letta e il Presidente Enrique Peña Nieto con le First lady (13 gennaio)

- 17 gennaio 2014 - Il ministro Nunzia De Girolamo riferisce alla Camera dei Deputati in merito allo scandalo delle Asl beneventane che la vede coinvolta. Il Movimento 5 Stelle annuncia una mozione di sfiducia nei suoi confronti, mentre Scelta Civica ne chiede le dimissioni.[145]
- 27 gennaio 2014 - Il Ministro delle Politiche Agricole, Alimentari e Forestali Nunzia De Girolamo rassegna le dimissioni dal governo. Letta assume l'incarico ad interim.[146]
- 29 gennaio 2014 - A 4 ore dalla scadenza, a mezzanotte del 29 gennaio, viene approvato il decreto Imu-Bankitalia[147], in base al testo approvato dal consiglio dei ministri due mesi prima. Il decreto passa grazie alla “ghigliottina”, decisa dalla presidente della Camera Laura Boldrini, dopo che quasi 170 deputati dei gruppi di opposizione (in gran parte del Movimento 5 Stelle) si erano iscritti a parlare per fare ostruzionismo a un provvedimento contestatissimo, soprattutto nella parte che riguarda la Banca d'Italia (il decreto del governo è considerato, da una parte dell'opposizione, un regalo alle banche da 4 miliardi).

#### Febbraio
- 5 febbraio 2014 - L'aula della Camera approva la fiducia posta dal governo sul decreto Svuota Carceri con 347 sì e 200 no. L'esame del testo passa ora al Senato, che dovrà dare l'approvazione definitiva[148].
- 12 febbraio 2014 - Il Presidente del Consiglio Enrico Letta, in una conferenza stampa, illustra i punti principali del patto di coalizione Impegno Italia da proporre ai partiti della maggioranza al fine del rilanciare l'azione dell'esecutivo. Inoltre, a seguito delle indiscrezioni che danno il segretario PD Matteo Renzi pronto a sostituirlo alla guida del governo con l'appoggio della sua stessa maggioranza, egli annuncia di non avere intenzione di dimettersi "per dicerie o manovre di palazzo"[149].
- 13 febbraio 2014 - La Direzione Nazionale del Partito Democratico approva (con 136 sì, 16 no e 2 astenuti) una mozione proposta dal segretario Matteo Renzi in cui si chiedono le dimissioni di Letta e la formazione di un nuovo governo. Il Presidente del Consiglio Enrico Letta annuncia che il giorno successivo si recherà al Quirinale per rassegnare le dimissioni al Presidente della Repubblica Giorgio Napolitano. La direzione del PD approva anche la nascita di un nuovo esecutivo guidato dal segretario Matteo Renzi[150][151].
- 14 febbraio 2014 - Dopo aver riunito il Consiglio dei ministri, il Presidente Enrico Letta si reca dal Presidente della Repubblica per rassegnare dimissioni irrevocabili[152].
- 17 febbraio 2014 - A seguito delle dimissioni irrevocabili di Enrico Letta, il segretario del Partito Democratico Matteo Renzi viene investito dal Presidente della Repubblica Giorgio Napolitano del mandato esplorativo per formare un nuovo governo[153].
- 18 febbraio 2014 - Enrico Letta presiede il suo ultimo Consiglio dei ministri, convocato per prorogare di sei mesi la durata dello scioglimento del Consiglio comunale di Reggio Calabria.
- 21 febbraio 2014 - Matteo Renzi scioglie la riserva e presenta la lista dei ministri del suo governo.
- 22 febbraio 2014 - Dopo la formazione, la presentazione e il giuramento nelle mani del Presidente della Repubblica del nuovo esecutivo guidato da Matteo Renzi, termina ufficialmente il Governo Letta con la tradizionale cerimonia del passaggio di consegne a Palazzo Chigi.

## Attività politica del Governo

### Politica interna

#### Riforme strutturali ed economiche
- Decreto del Fare (DL n° 69 del 21 giugno 2013, convertito in L. n° 98 del 9 agosto 2013).
- Decreto Valore Cultura (DL n° 91 dell'8 agosto 2013, convertito in L. n° 112 del 7 ottobre 2013).
- Decreto Istruzione riparte (DL n° 104 del 12 settembre 2013, convertito in L. n° 128 dell'8 novembre 2013).
- Decreto Destinazione Italia (DL n° 145 del 23 dicembre 2013, convertito in L. n° 9 del 21 febbraio 2014).

#### Riforme sociali
- Decreto contro il femminicidio (DL n° 93 del 14 agosto 2013, convertito in L. n° 119 del 15 ottobre 2013).
- Legge sulla filiazione (D.Lgs n° 154 del 28 dicembre 2013).

#### Interventi sul territorio
- Avvio dell'Operazione Mare nostrum.

## L'attentato nel 2013 a Palazzo Chigi
Il 28 aprile 2013, mentre il Governo Letta si trovava al Quirinale per il giuramento, in Piazza Colonna, davanti a Palazzo Chigi, un uomo esplose dei colpi di pistola ferendo due Carabinieri in servizio sulla piazza, Giuseppe Giangrande e Francesco Negri.
L'attentatore venne fermato e arrestato; identificato come Luigi Preiti, dichiarò di aver voluto colpire i politici o almeno un simbolo della politica e di essere stato spinto dalla disperazione essendo disoccupato e avendo recentemente divorziato.